# Podegrodzie (gmina)

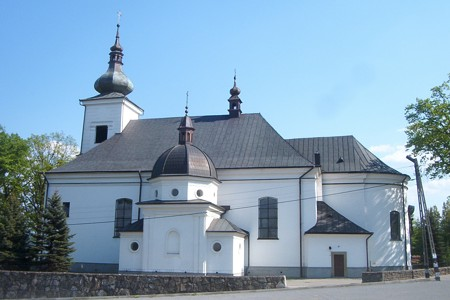
Kościół św.Jakuba w Podegrodziu

Podegrodzie – gmina wiejska w województwie małopolskim, w powiecie nowosądeckim. W latach 1975–1998 gmina położona była w województwie nowosądeckim. Siedzibą gminy jest Podegrodzie.

## Geografia

### Położenie
Gmina Podegrodzie położona jest na lewym brzegu Dunajca, w centrum Kotliny Sądeckiej. Leży na wysokości ok. 340 m n.p.m. Gmina Podegrodzie posiada urozmaiconą rzeźbę terenu, leżąc w zalewowej dolinie Dunajca. Otoczona jest przez fliszowe wzgórza, porozcinane licznymi wąwozami, strumieniami i lasami. Środowisko naturalne cechuje bogactwo fauny i flory. Tutejsze lasy, łąki, strumienie i wzgórza posiadają naturalny urok dzikości.
Sąsiaduje z gminami:
- Od północy z gminą wiejską Limanowa
- Od północnego wschodu z gminą Chełmiec
- Od wschodu z Nowym Sączem
- Od południowego wschodu z gminą Stary Sącz
- Od południa z gminą Łącko
- Od zachodu z gminą Łukowica

### Sołectwa[3]
| Sołectwo           | Liczba Ludności (2022) | Powierzchnia (km²) |
| ------------------ | ---------------------- | ------------------ |
| Brzezna            | 2596                   | 10,5               |
| Chochorowice       | 466                    | 2,4                |
| Długołęka-Świerkla | 997                    | 6,49               |
| Gostwica           | 1555                   | 8,42               |
| Juraszowa          | 269                    | 1,44               |
| Mokra Wieś         | 608                    | 4,29               |
| Naszacowice        | 885                    | 3,9                |
| Olszana            | 1283                   | 7,97               |
| Olszanka           | 721                    | 3,22               |
| Podegrodzie        | 2007                   | 7,38               |
| Podrzecze          | 695                    | 2,54               |
| Rogi               | 367                    | 2,51               |
| Stadła             | 930                    | 3,67               |

### Struktura powierzchni
Gmina ma obszar 63,74 km², w tym:
- użytki rolne 66%
- użytki leśne: 23%.

Gmina stanowi 4,11% powierzchni powiatu.

## Demografia

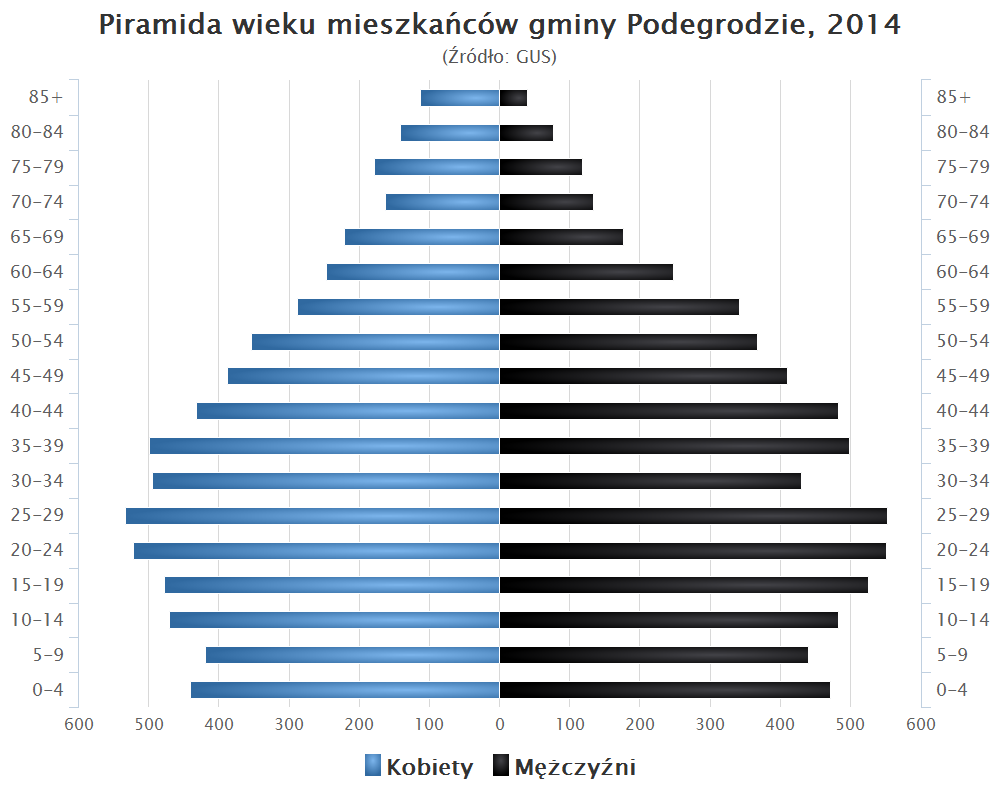
Piramida wieku mieszkańców gminy Podegrodzie w 2014 roku

## Zabytki
- Dwór Stadnickich w Brzeznej

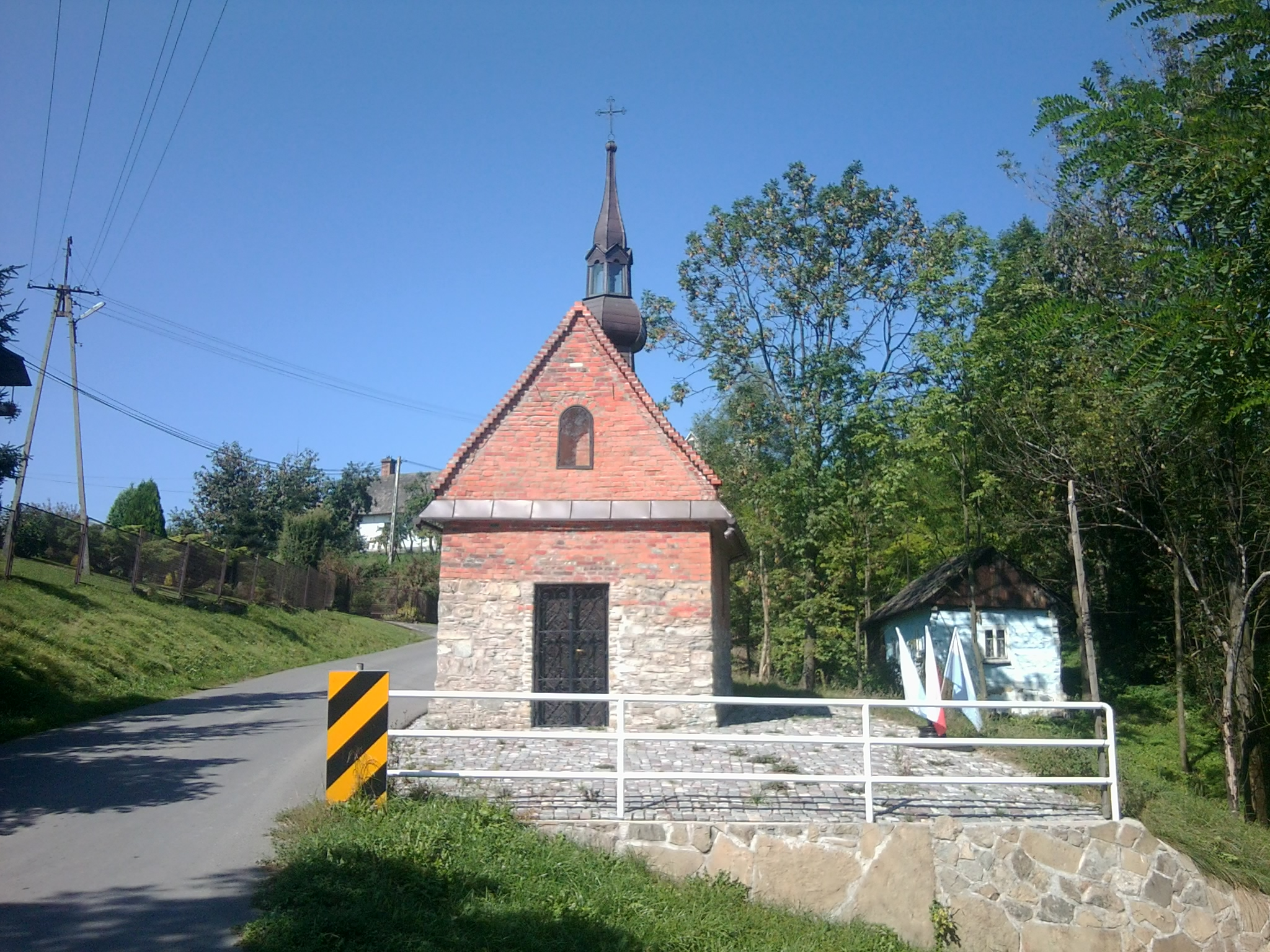
Kaplica Św. Trójcy w Chochorowicach

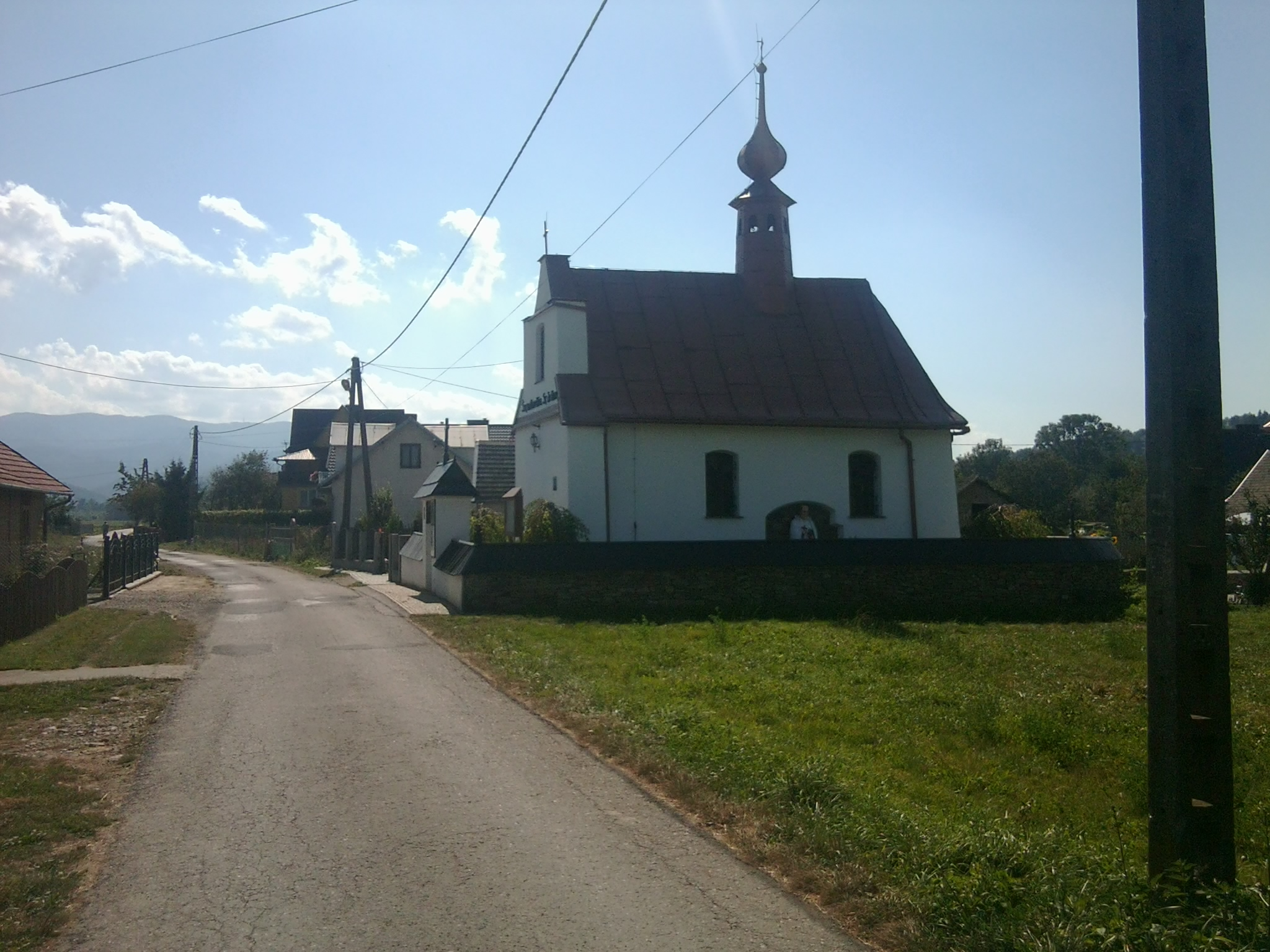
Kaplica Św. Anny w Podegrodziu

- Kościół Podwyższenia Krzyża Świętego w Brzeznej-Strzygańcu
- Kaplica Świętej Trójcy w Chochorowicach
- Kaplica Nawiedzenia Najświętszej Maryi Panny w Długołęce-Świerkli
- Kaplica Jezusa Chrystusa Frasobliwego w Juraszowej
- Grodzisko w Naszacowicach
- Kaplica św. Jana Chrzciciela w Olszance
- Kaplica św. Jana Nepomucena w Mokrej Wsi
- Kaplica Matki Boskiej Anielskiej w Mokrej Wsi
- Kościół św. Jakuba Apostoła w Podegrodziu
- Kaplica św. Anny w Podegrodziu
- Zamczysko
- Grobla
- Kaplica św. Sebastiana w Podegrodziu
- Kaplica Świętej Trójcy w Podegrodziu
- Kaplica św. Zofii w Podegrodziu
- „Stara Plebania” w Podegrodziu
- Zagroda Lachowska „Kubalówka” w Podegrodziu
- Kaplica św. Franciszka z Asyżu w Podrzeczu
- Kaplica Męki Pańskiej w Rogach
- Skansen Rzeźby Monumentalnej w Rogach
- Cmentarz ewangelicki w Stadłach
- Liczne murowane i drewniane kapliczki w całej gminie

## Kultura

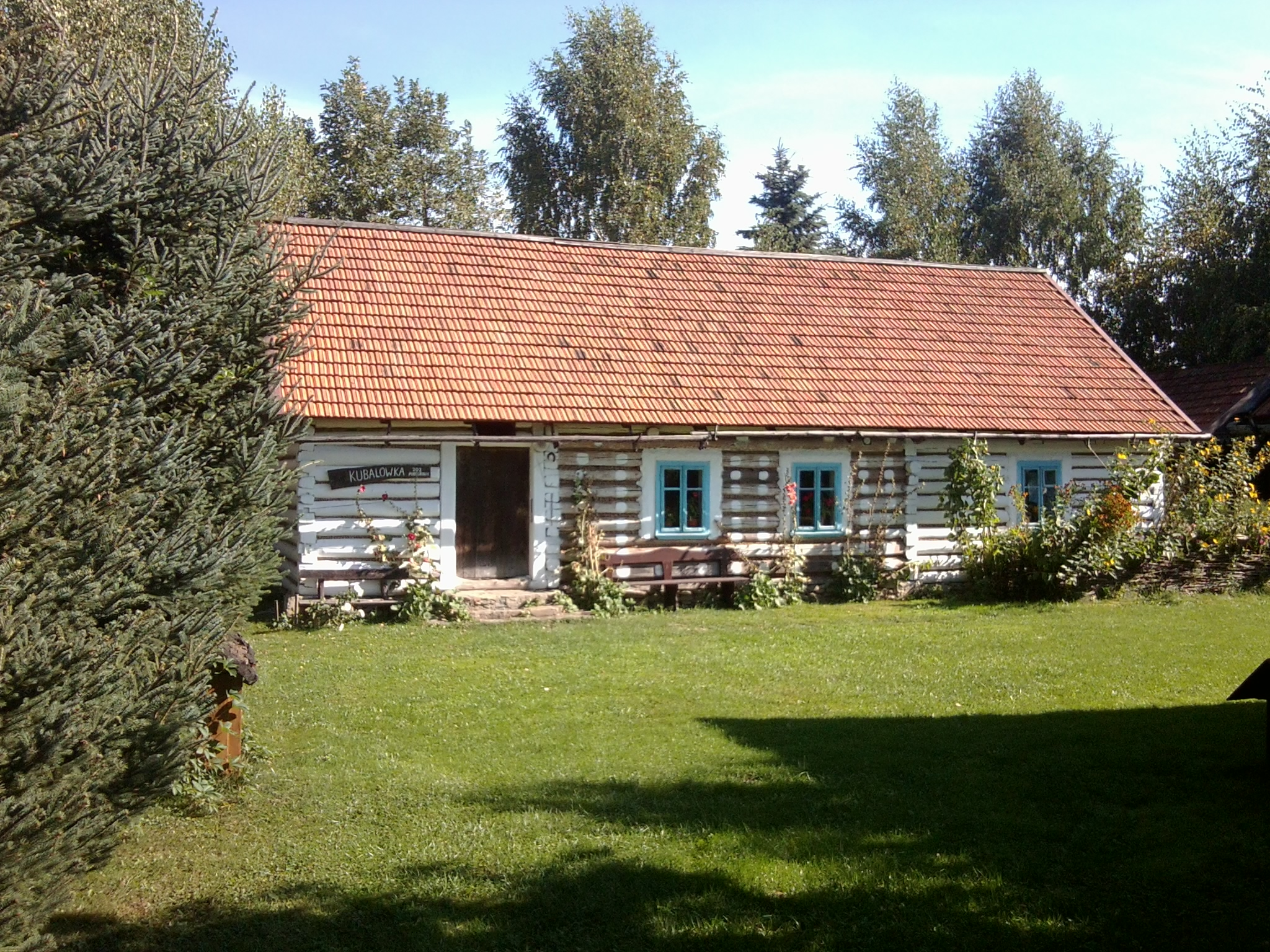
Zagroda Lachowska „Kubalówka”

Podegrodzie to stolica regionu Lachów Sądeckich. Tradycję, folklor i kulturę lachowską rozsławiają zespoły: Podegrodzcy Chłopcy, Regionalny Zespół „Małe Podegrodzie”. Regionalny Zespół Pieśni i Tańca „Podegrodzie”. Uczestniczą one nie tylko w krajowych imprezach, ale także w konkursach o zasięgu międzynarodowym.
Koordynatorem ruchu kulturalnego i artystycznego jest Gminny Ośrodek Kultury. W celu promowania kultury lachowskiej organizuje imprezy o ogólnopolskim zasięgu. Są to m.in. Druzbacka, Pastuszkowe Kolędowanie, Lachowskie Lato.
W celu promowania kultury lachowskiej Urząd Gminy Podegrodzie wraz z Biblioteką Gminną i GOK-iem podjęli się publikowania książek i prasy o tematyce lachowskiej:
Prasa:
- „Wieści Podegrodzkie”

Książki:
- Chleb nasz powszedni, czyli Kuchnia Lachów Sądeckich
- O pochodzeniu nazw miejscowych Gminy Podegrodzie i okolic
- Jo se Podegrodzok. Jo se rodowity...
- Co To Za Gwiozdecka Nad Osowiom Świyci
- Kościoły i kapliczki gminy Podegodzie
- Kumosia Kumosi gorzołecke nosi

Prezentacja dorobku kultury materialnej Lachów Sądeckich znajduje się w Muzeum Lachów Sądeckich im. Zofii i Stanisława Chrząstowskich oraz w Zagrodzie Lachowskiej „Kubalówka”.

## Miejscowości partnerskie
- Turistvandi[6]
- Záhradné[7]